# Saint-Martin-de-Nigelles
Saint-Martin-de-Nigelles ist eine französische Gemeinde mit 1.581 Einwohnern (Stand: 1. Januar 2022) im Département Eure-et-Loir in der Region Centre-Val de Loire. Sie gehört zum Arrondissement Chartres und zum Kanton Épernon. Die Einwohner werden Nigellois genannt.

## Geographie
Saint-Martin-de-Nigelles liegt etwa 21 Kilometer nordnordöstlich von Chartres und etwa 16 westsüdwestlich von Rambouillet. Umgeben wird Saint-Martin-de-Nigelles von den Nachbargemeinden Saint-Lucien im Norden, Hanches im Osten und Südosten, Maintenon im Süden und Südwesten sowie Villiers-le-Morhier im Westen und Nordwesten.

## Bevölkerungsentwicklung
| Jahr                       | 1962 | 1968 | 1975 | 1982 | 1990 | 1999 | 2006 | 2013 | 2020 |
| Einwohner                  | 348  | 363  | 619  | 944  | 1029 | 1147 | 1513 | 1581 | 1561 |
| Quellen: Cassini und INSEE |      |      |      |      |      |      |      |      |      |

## Kultur und Sehenswürdigkeiten
- Kirche Saint-Martin aus dem 13. Jahrhundert
- Waschhaus und Mühle an der Drouette

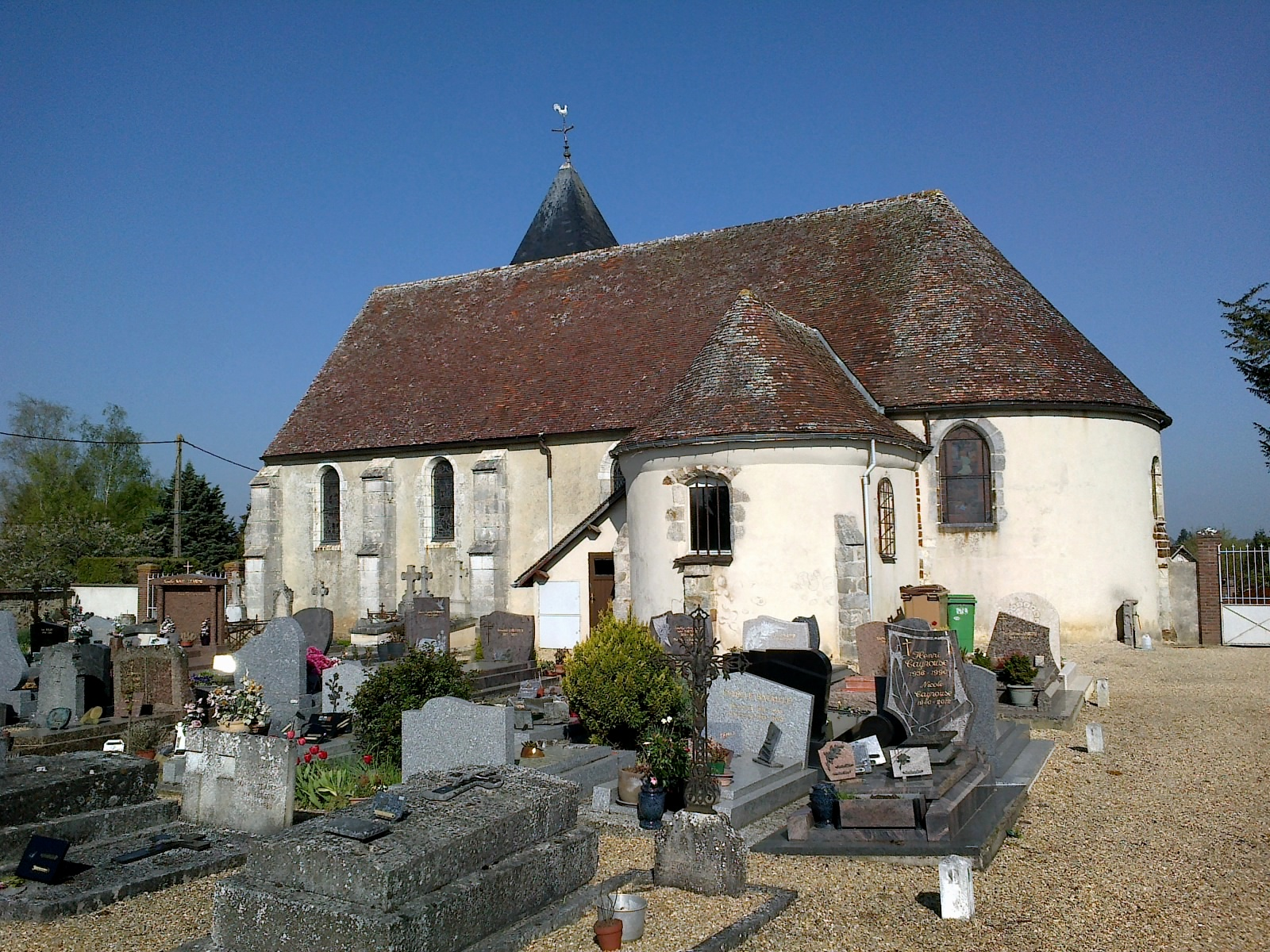
Kirche Saint-Martin